# I. A třída Královéhradeckého kraje 2007/2008
V utkáních I. A třídy Královéhradeckého kraje 2007/2008, jedné ze skupin 6. nejvyšší fotbalové soutěže v Česku, se utkalo 14 týmů dvoukolovým systémem podzim – jaro. Tento ročník začal v srpnu 2007 a skončil v červnu 2008.
Postup si zajistil vítěz FC Nový Hradec Králové a druhý a třetí tým tabulky, TJ Spartak Police nad Metují a TJ Jiskra Jaroměř; sestoupily poslední 3 týmy.

## Konečná tabulka I. A třídy Královéhradeckého kraje 2007/2008
| Poř. | Tým                           | Z  | V  | R | P  | VG | OG | B  |
| ---- | ----------------------------- | -- | -- | - | -- | -- | -- | -- |
| 1.   | FC Nový Hradec Králové        | 26 | 18 | 3 | 2  | 78 | 31 | 57 |
| 2.   | TJ Spartak Police nad Metují  | 26 | 17 | 4 | 5  | 70 | 33 | 55 |
| 3.   | TJ Jiskra Jaroměř (N)         | 26 | 15 | 3 | 8  | 63 | 51 | 48 |
| 4.   | FK Chlumec nad Cidlinou       | 26 | 14 | 3 | 9  | 51 | 35 | 45 |
| 5.   | SK Bystřian Kunčice           | 26 | 12 | 4 | 10 | 48 | 33 | 40 |
| 6.   | TJ Dvůr Králové nad Labem „B“ | 26 | 12 | 3 | 11 | 49 | 52 | 39 |
| 7.   | TJ Lázně Bělohrad             | 26 | 11 | 4 | 11 | 53 | 51 | 37 |
| 8.   | FC Vrchlabí                   | 26 | 11 | 4 | 11 | 41 | 41 | 37 |
| 9.   | SK Libčany (S)                | 26 | 10 | 4 | 12 | 32 | 40 | 34 |
| 10.  | FK Trutnov „B“                | 26 | 10 | 3 | 13 | 55 | 70 | 33 |
| 11.  | SK Roudnice                   | 26 | 8  | 3 | 15 | 38 | 55 | 27 |
| 12.  | SK Miletín (N)                | 26 | 6  | 7 | 13 | 38 | 49 | 25 |
| 13.  | TJ Spartak Kosičky (N)        | 26 | 7  | 4 | 15 | 38 | 59 | 25 |
| 14.  | TJ Rudník                     | 26 | 5  | 0 | 21 | 36 | 90 | 15 |

Poznámky:
- Z = Odehrané zápasy; V = Vítězství; R = Remízy; P = Prohry; VG = Vstřelené góly; OG = Obdržené góly; B = Body; (S) = Mužstvo sestoupivší z vyšší soutěže; (N) = Mužstvo postoupivší z nižší soutěže (nováček)

|  | Postup do Krajského přeboru Královéhradeckého kraje 2008/2009 |
|  | Sestup do příslušné I. B třídy 2008/2009                      |